# Philip G. Epstein
Philip G. Epstein (22. august 1909 – 7. februar 1952) var en amerikansk manuskriptforfatter, bedst kendt for sit arbejde – i samarbejde med tvillingbroderen Julius med flere – med filmatiseringen af teaterstykket Everybody Comes to Rick's til den Oscar-belønnede film Casablanca (1942). 
Epstein døde af kræft i Hollywood i 1952, kun 42 år gammel.

## Filmografi
Udvalgt filmografi som manuskriptforfatter:
- The Last Time I Saw Paris (1954)
- Arsenic and Old Lace (1944)
- Mr. Skeffington (1944)
- Casablanca (1942)
- The Man Who Came to Dinner (1941)
- The Strawberry Blonde (1941)

## Eksterne links
- Philip G. Epstein på Internet Movie Database (engelsk)
- Philip G. Epstein på Filmdatabasen
- Philip G. Epstein på Scope
- Philip G. Epstein på Svensk Filmdatabas (svensk)
- Philip G. Epstein på AlloCiné (fransk)
- Philip G. Epstein på AllMovie (engelsk)
- Philip G. Epstein på The Movie Database (engelsk)
- Philip G. Epstein på Internet Broadway Database (engelsk)